# Saint-Ouen-sous-Bailly
Saint-Ouen-sous-Bailly è un comune francese di 221 abitanti situato nel dipartimento della Senna Marittima nella regione della Normandia.

## Società

### Evoluzione demografica
Abitanti censiti